# Content intelligence
La Content Intelligence es una estrategia de marketing que hace uso de software con inteligencia artificial para convertir los datos en estadísticas que permiten mejorar el marketing de contenidos (content marketing) de una actividad comercial. 

## Principios de funcionamiento del software de CI
La inteligencia artificial (IA) es capaz de elaborar un análisis comportamental del segmento de público objetivo para el marketing de contenidos, y el análisis masivo de datos permite dar una idea a la empresa de cómo reaccionarán sus clientes a determinado contenido en línea.
El software para el content intelligence hace uso de la ciencia de big data, de la IA y de los motores semánticos, herramientas útiles para clasificar y etiquetar de forma automática el contenido generado.
La Content Intelligence viene a menudo vista como una forma de creación de contenidos web orientados a la calidad con el objetivo de conquistar público en un nicho de mercado.